# Liste der Stolpersteine in Wiesloch

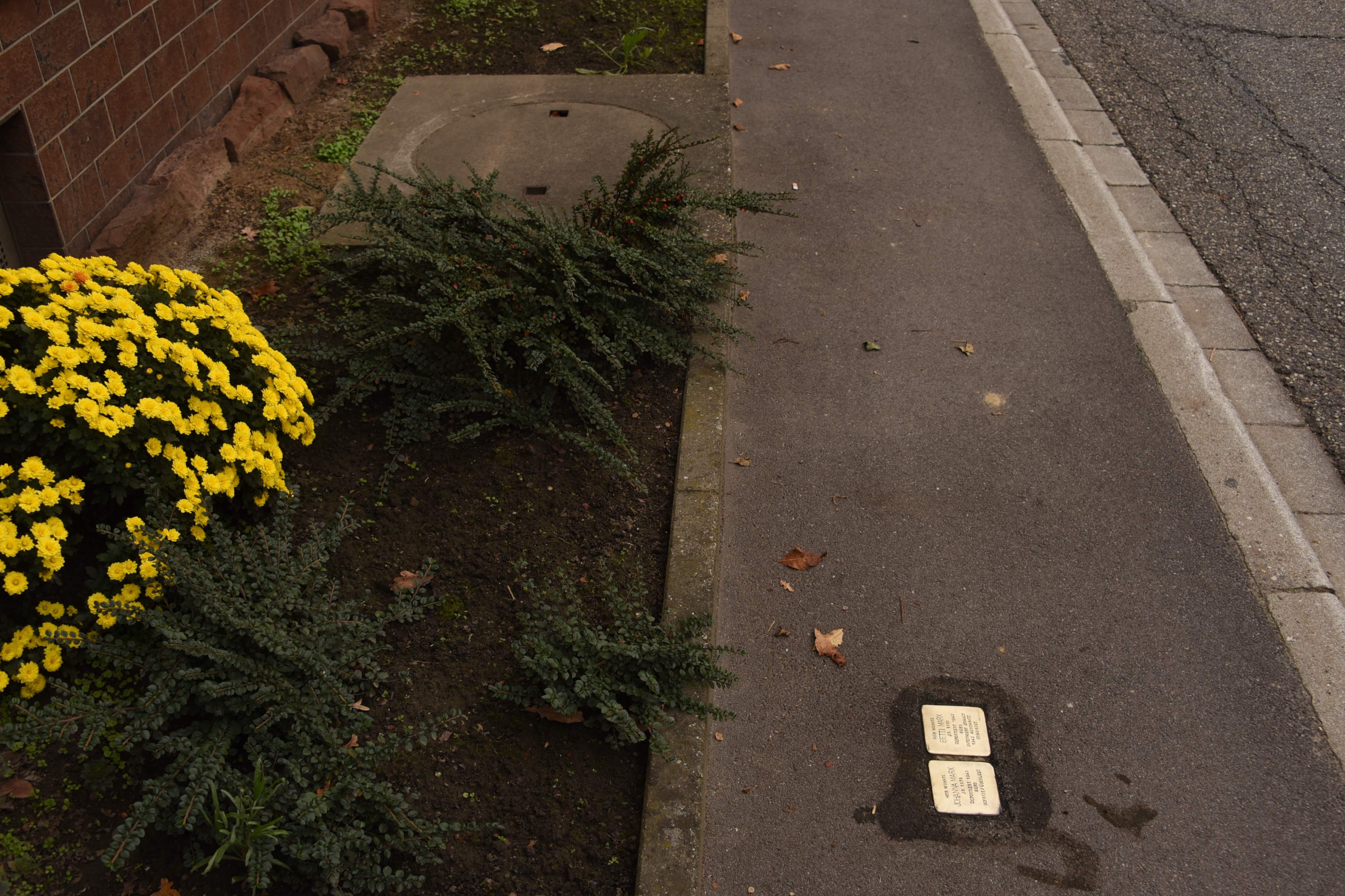
Stolpersteine in der Schatthäuser Straße

Die Liste der Stolpersteine in Wiesloch enthält die Stolpersteine, die im Rahmen des gleichnamigen Kunstprojekts von Gunter Demnig in Wiesloch verlegt wurden. Mit ihnen soll Opfern des Nationalsozialismus gedacht werden, die in Wiesloch lebten und wirkten.
Die Stolpersteine wurden in der Kernstadt in 3 Wellen 2012, 2014 und 2016 verlegt, im Teilort Baiertal 2013. Zu jeder Verlegungswelle existiert eine Broschüre.

## Listen der Stolpersteine

### Kernstadt
In der Kernstadt von Wiesloch wurden 29 Stolpersteine verlegt.
| Stolperstein | Übersetzung | Verlegeort                                                  | Name, Leben                                           |
| ------------ | --- | ----------------------------------------------------------- | ----------------------------------------------------- |
|              | HIER WOHNTE ABRAHAM BODENHEIMER JG. 1873 EINGEWIESEN KREISPFLEGEHEIM SINSHEIM 'VERLEGT' 19.7.1940 GRAFENECK ERMORDET 19.7.1940 AKTION T4                      | Blumenstraße 6 Wiesloch                                     | Abraham Bodenheimer (1873–1940)                       |
|              | HIER WOHNTE ADELHEID BODENHEIMER JG. 1881 DEPORTIERT 1940 GURS INTERNIERT DRANCY 1942 AUSCHWITZ ERMORDET                                                      | Hesselgasse 3 Wiesloch                                      | Adelheid Bodenheimer (1881–1942/45)                   |
|              | HIER WOHNTE FRIEDA BODENHEIMER JG. 1870 DEPORTIERT 1942 THERESIENSTADT ERMORDET                                                                               | Blumenstraße 6 Wiesloch                                     | Frieda Bodenheimer (1870–1942/45)                     |
|              | HIER WOHNTE REGINA BODENHEIMER JG. 1872 DEPORTIERT 1942 THERESIENSTADT 1942 TREBLINKA ERMORDET                                                                | Blumenstraße 6 Wiesloch                                     | Regina Bodenheimer (1872–1942/45)                     |
|              | HIER WOHNTE JOEL FLEGENHEIMER JG. 1939 DEPORTIERT 1940 GURS/RIVESALTES 1941 GERETTET KINDERHEIM LIMOGES ÜBERLEBT                                              | Schwetzingerstraße 59 Wiesloch                              | Joel Flegenheimer (1939–1942/45)                      |
|              | HIER WOHNTE LORE FLEGENHEIMER JG. 1927 DEPORTIERT 1940 GURS/RIVESALTES GERETTET WAISENHAUS BEI ANNÉCY ÜBERLEBT                                                | Hauptstraße 131 Wiesloch                                    | Lore Flegenheimer (1927–)                             |
|              | HIER WOHNTE LYON FLEGENHEIMER JG. 1892 'SCHUTZHAFT' 1938 DACHAU DEPORTIERT 1940 GURS / RIVESALTES LES MILLES ERMORDET 1942 AUSCHWITZ                          | Hauptstraße 131 Wiesloch                                    | Lyon Flegenheimer (1892–1942)                         |
|              | HIER WOHNTE MIRY FLEGENHEIMER GEB. LEOPOLD JG. 1906 DEPORTIERT 1940 GURS / RIVESALTES ERMORDET 1942 AUSCHWITZ                                                 | Schwetzingerstraße 59 Wiesloch                              | Miry Flegenheimer, geborene Leopold (1906–1942)       |
|              | HIER WOHNTE OSKAR FLEGENHEIMER JG. 1899 'SCHUTZHAFT' 1938 DACHAU DEPORTIERT 1940 GURS / RIVESALTES 1942 AUSCHWITZ ERMORDET IN BUCHENWALD                      | Schwetzingerstraße 59 Wiesloch                              | Oskar Flegenheimer (1899–1942/45)                     |
|              | HIER WOHNTE PAUL FLEGENHEIMER JG. 1926 DEPORTIERT 1940 GURS / RIVESALTES LES MILLES GERETTET 1942 ÜBERLEBT                                                    | Hauptstraße 131 Wiesloch                                    | Paul Flegenheimer (1926–)                             |
|              | HIER WOHNTE ROBERTINE FLEGENHEIMER GEB. BERNHEIM JG. 1892 DEPORTIERT 1940 GURS/RIVESALTES ERMORDET 1942 AUSCHWITZ                                             | Schwetzingerstraße 59 Wiesloch                              | Robertine Flegenheimer, geborene Bernheim (1892–1942) |
|              | HIER WOHNTE RUTH FÖRSTER JG. 1933 EINGEWIESEN 19.10.1940 ANSTALT MOSBACH 'VERLEGT' 29.7.1944 HEILANSTALT UCHTSPRINGE 'KINDERFACHABTEILUNG' ERMORDET 28.2.1945 | Badgasse 22 Wiesloch                                        | Ruth Förster (1933–1945)                              |
|              | HIER WOHNTE KATHARINA GEHRIG JG. 1876 EINGEWIESEN 1932 HEILANSTALT WIESLOCH 'VERLEGT' 17.7.1940 GRAFENECK ERMORDET 17.7.1940 AKTION T4                        | Hesselgasse 3 Wiesloch                                      | Katharina Gehrig (1876–1940)                          |
|              | HIER WOHNTE MARIA HECK JG. 1937 EINGEWIESEN 1940 HEIL- UND PFLEGEANSTALT WIESLOCH 'VERLEGT' 5.6.1941 EGELFING/HAAR ERMORDET 1941                              | Hesselgasse 34 Wiesloch                                     | Maria Heck (1937–1941)                                |
|              | HIER WOHNTE FRIEDRICH HECKER JG. 1909 EINGEWIESEN 1941 HEIL- UND PFLEGEANSTALT WIESLOCH 'VERLEGT' HADAMAR ERMORDET 1944                                       | Hesselgasse 34 Wiesloch                                     | Friedrich Hecker (1909–1944)                          |
|              | HIER WOHNTE ADELHEID ISRAEL GEB. MAIER JG. 1864 DEPORTIERT 1940 GURS / RIVESALTES ERMORDET 1942 AUSCHWITZ                                                     | Schlossstraße 12 Wiesloch                                   | Adelheid Israel, geborene Maier (1864–1942)           |
|              | HIER WOHNTE JULIUS ISRAEL JG. 1882 DEPORTIERT 1940 GURS / RIVESALTES ERMORDET 1942 AUSCHWITZ                                                                  | Schlossstraße 12 Wiesloch                                   | Julius Israel (1882–1942)                             |
|              | HIER WOHNTE MINA ISRAEL JG. 1894 DEPORTIERT 1940 GURS TOT IN FRANKREICH                                                                                       | Schlossstraße 12 Wiesloch                                   | Mina Israel (1894–1940/45)                            |
|              | HIER WOHNTE GUSTAPH KAUFMANN JG. 1876 DEPORTIERT 1940 GURS TOT 16.1.1942                                                                                      | Röhrgasse 8 Wiesloch                                        | Gustaph Kaufmann (1876–1942)                          |
|              | HIER WOHNTE REGINA KAUFMANN JG. 1874 DEPORTIERT 1940 GURS TOT 25.12.1941 PAU                                                                                  | Röhrgasse 8 Wiesloch                                        | Regina Kaufmann (1874–1942)                           |
|              | HIER WOHNTE RECHA LANDWEHR GEB. BODENHEIMER JG. 1885 DEPORTIERT 1940 GURS INTERNIERT DRANCY 1942 AUSCHWITZ ERMORDET                                           | Rathausgasse 4 (früher Kirchstraße 4) Wiesloch              | Recha Landwehr, geborene Bodenheimer (1885–1942)      |
|              | HIER WOHNTE SCHIMON LANDWEHR JG. 1888 DEPORTIERT 1940 GURS INTERNIERT DRANCY 1942 AUSCHWITZ ERMORDET                                                          | Rathausgasse 4 (früher Kirchstraße 4) Wiesloch              | Schimon Landwehr (1888–1942)                          |
|              | HIER WOHNTE ANNA MENDEL GEB. SIMON JG. 1864 DEPORTIERT 1940 GURS / MASSEUBE TOT IN LACAUNE                                                                    | Schlossstraße 12 Wiesloch                                   | Anna Mendel, geborene Simon (1864–1942)               |
|              | HIER WOHNTE KAROLINE SAMUEL JG. 1870 DEPORTIERT 1940 GURS / RECEBEDOU NEXON / MASSEUBE BEFREIT / ÜBERLEBT                                                     | Heidelberger Straße 54 (vorm. Hindenburgstraße 54) Wiesloch | Karoline Samuel (1870–)                               |
|              | HIER WOHNTE ROSA SAMUEL JG. 1874 DEPORTIERT 1940 GURS TOT 16.3.1942                                                                                           | Heidelberger Straße 54 (vorm. Hindenburgstraße 54) Wiesloch | Rosa Samuel (1874–1942)                               |
|              | HIER WOHNTE HERBERT SEEBURGER JG. 1919 EINGEWIESEN 1923 ANSTALT MOSBACH 'VERLEGT' 13.9.1940 GRAFENECK ERMORDET 13.9.1940 AKTION T4                            | Gerbersruhstraße 21 Wiesloch                                | Herbert Seeburger (1919–1940)                         |
|              | HIER WOHNTE FRIEDA TRAUB GEB. LEDERMANN JG. 1875 DEPORTIERT 1940 GURS / RECEBEDOU / NOE ST. LAURENT DU PORT BEFREIT / ÜBERLEBT                                | Hauptstraße 104 Wiesloch                                    | Frieda Traub, geborene Ledermann (1875–)              |
|              | HIER WOHNTE RAPHAEL TRAUB JG. 1870 DEPORTIERT 1940 GURS TOT IN RECEBEDOU                                                                                      | Hauptstraße 104 Wiesloch                                    | Raphael Traub (1870–1940/45)                          |

### Baiertal
In Baiertal, seit 1972 ein Stadtteil von Wiesloch, wurden 13 Stolpersteine verlegt.
| Stolperstein | Übersetzung | Verlegeort                      | Name, Leben                                             |
| ------------ | --- | ------------------------------- | ------------------------------------------------------- |
|              | HIER WOHNTE BABETTE FEIBELMANN GEB. MARX JG. 1890 DEPORTIERT 1940 GURS INTERNIERT DRANCY 1942 AUSCHWITZ ERMORDET | Schatthäuser Straße 14 Baiertal | Babette Feibelmann, geborene Marx (1890–1942/45)        |
|              | HIER WOHNTE CAESAR KAUFMANN JG. 1886 DEPORTIERT 1940 GURS INTERNIERT DRANCY 1942 AUSCHWITZ ERMORDET              | Alte Bahnhofstraße 14 Baiertal  | Caesar Kaufmann (1886–1942/45)                          |
|              | HIER WOHNTE HANNCHEN KAUFMANN GEB. STERN JG. 1893 DEPORTIERT 1940 GURS INTERNIERT DRANCY 1942 AUSCHWITZ ERMORDET | Alte Bahnhofstraße 14 Baiertal  | Hannchen Kaufmann, geborene Stern (1893–1942/45)        |
|              | HIER WOHNTE JOSEF KAUFMANN JG. 1891 DEPORTIERT 1940 GURS INTERNIERT DRANCY 1942 AUSCHWITZ ERMORDET               | Alte Bahnhofstraße 14 Baiertal  | Josef Kaufmann (1891–1942/45)                           |
|              | HIER WOHNTE ROSA KAUFMANN GEB. BIERIG JG. 1887 DEPORTIERT 1940 GURS INTERNIERT DRANCY 1942 AUSCHWITZ ERMORDET    | Alte Bahnhofstraße 14 Baiertal  | Rosa Kaufmann, geborene Bierig (1887–1942/45)           |
|              | HIER WOHNTE BETTY MAIER JG. 1870 DEPORTIERT 1940 GURS INTERNIERT DRANCY 1942 AUSCHWITZ ERMORDET                  | Schatthäuser Straße 8 Baiertal  | Betty Maier (1870–1942/45)                              |
|              | HIER WOHNTE ELISE MAIER JG. 1868 DEPORTIERT 1940 GURS INTERNIERT DRANCY 1942 AUSCHWITZ ERMORDET                  | Schatthäuser Straße 8 Baiertal  | Elise Maier(1868–1942/45)                               |
|              | HIER WOHNTE BABETTE MARX JG. 1892 DEPORTIERT 1940 GURS INTERNIERT DRANCY 1942 AUSCHWITZ ERMORDET                 | Schatthäuser Straße 35 Baiertal | Babette Marx (1892–1942/45)                             |
|              | HIER WOHNTE BETTI MARX JG. 1883 DEPORTIERT 1940 GURS INTERNIERT DRANCY 1942 AUSCHWITZ ERMORDET                   | Schatthäuser Straße 18 Baiertal | Betti Marx (1883–1942/45)                               |
|              | HIER WOHNTE JOHANNA MARX JG. 1878 DEPORTIERT 1940 GURS BEFREIT / ÜBERLEBT                                        | Schatthäuser Straße 18 Baiertal | Johanna Marx (1878–)                                    |
|              | HIER WOHNTE GUSTAV OPPENHEIMER JG. 1878 DEPORTIERT 1940 GURS BEFREIT / ÜBERLEBT                                  | Mühlstraße 2/3 Baiertal         | Gustav Oppenheimer (1878–1942/45)                       |
|              | HIER WOHNTE JULCHEN OPPENHEIMER GEB. BRUCHSALER JG. 1882 DEPORTIERT 1940 GURS BEFREIT / ÜBERLEBT                 | Mühlstraße 2/3 Baiertal         | Julchen Oppenheimer, geborene Bruchsaler (1882–1942/45) |
|              | HIER WOHNTE META OPPENHEIMER JG. 1916 DEPORTIERT 1940 GURS BEFREIT / ÜBERLEBT                                    | Mühlstraße 2/3 Baiertal         | Meta Oppenheimer (1916–1942/45)                         |

## Verlegedaten

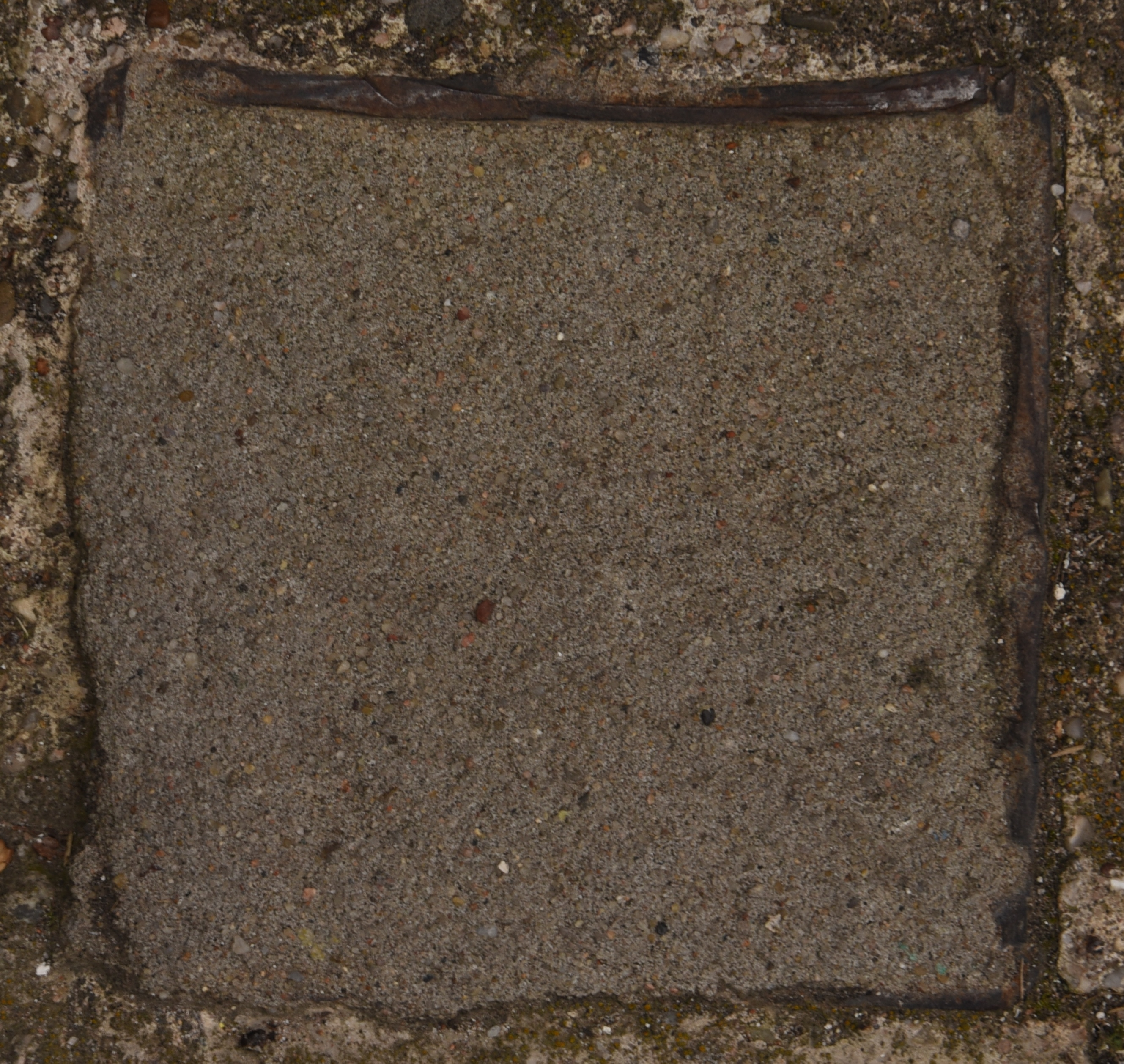
Stolpersteinfehlstelle Nathan Gumberich

- 15. November 2012: Wiesloch (Hauptstraße 104 und 131, Hesselgasse 17 und 34, Schlossstraße 12 sowie Schwetzingerstraße 59)[3]
- 15. März 2013: Baiertal (alle Adressen)
- 19. November 2014: Wiesloch (Blumenstraße 6, Hesselgasse 3 [Adelheid Bodenheimer], Heidelberger Straße 54, Rathausgasse 4 sowie Röhrgasse 8)[4]
- 21. März 2016: Wiesloch (Badgasse 22, Gerbersruhstraße 2, Hesselgasse 3 (Katharina Gehrig))[5]

Der für Nathan Gumberich in der Bahnhofstraße verlegte Stolperstein ist spätestens 2019 entfernt worden. Ob er ersetzt wurde, ist nicht bekannt.